# Jonizacja
Jonizacja – zjawisko powstawania jonu, czyli kationu bądź anionu, z obojętnego atomu lub cząsteczki.
Może się ona odbywać na kilka sposobów:
- Na poziomie atomowym:
  - zderzenie atomu z cząstką o wysokiej energii np. protonem, elektronem lub cząstką α;
  - na skutek wzajemnych zderzeń obojętnych atomów o dużej energii kinetycznej – jonizacja termiczna;
  - poprzez wybicie elektronu z powłok atomowych w wyniku absorpcji kwantu promieniowania elektromagnetycznego;
  - w wyniku wyrzucenia z atomu elektronu po wychwycie elektronu przez jądro;
  - wielofotonowa jonizacja powyżej progu.

W ten sposób powstają wolne jony dodatnie i swobodne elektrony, które przyłączając się do obojętnych atomów tworzą jony ujemne;
- Na poziomie cząsteczki:
  - poprzez rozpad wiązań chemicznych, w wyniku czego jedna część cząsteczki zachowuje oba elektrony wcześniej uczestniczące w wiązaniu; jeśli taki rozpad następuje pod wpływem rozpuszczalnika, to nosi on nazwę dysocjacji elektrolitycznej – w ten sposób powstają luźne pary jonowe;
  - poprzez reakcję chemiczną, w której jedna cząsteczka (donor) dostarcza elektrony drugiej (akceptor), jednak nie ulegają przy tym rozbiciu żadne wiązania – nazywa się to jonizacją chemiczną – w ten sposób również powstają luźne pary jonowe;

Z jonizacją związane jest zjawisko rekombinacji, czyli proces odwrotny, polegający na zobojętnianiu jonów. Przebiega przez połączenie swobodnych elektronów z jonami dodatnimi, na łączeniu się jonów o przeciwnych znakach w obojętne cząsteczki. W warunkach równowagi tempo jonizacji jest równe tempu rekombinacji, co powoduje utrzymywanie się stałego stopnia jonizacji danego ośrodka.

## Energia jonizacji
Energia potrzebna do jednostkowej jonizacji atomu, tzn. oderwania jednego elektronu z atomu, maleje ze wzrostem numeru okresu (większa odległość od jądra i słabsze siły przyciągania elektronu z powłoki walencyjnej), a generalnie (z licznymi wyjątkami, biorąc pod uwagę kolejne wartości) rośnie wraz ze wzrostem numeru grupy.